# Podhom
Podhom este o localitate din comuna Gorje, Slovenia, cu o populație de 320 de locuitori.